# Quérilo de Yaso
Quérilo de Yaso o  de Jasos fue un poeta de la Antigua Grecia que vivió en el siglo IV a. C.. Procedía de la ciudad de Yaso. Acompañó a Alejandro Magno en su expedición y realizó poemas acerca de sus hazañas. Algunos le atribuyen la autoría del llamado Epitafio de Sardanápalo. En la Antigüedad, la calidad de sus versos era criticada: es mencionado por Horacio en sus Epístolas y según Pomponio Porfirión, Quérilo escribió solo siete versos buenos y Alejandro dijo que prefería ser el Tersites de Homero que el Aquiles de Quérilo. Hay también un escolio de Pseudo Acrón que dice que Alejandro acordó dar a Quérilo una moneda de oro por cada verso bueno y un golpe por cada verso malo, y el resultado fue que Quérilo murió por la cantidad de golpes recibidos.